# رستم‌کلاته سادات
رستم‌کلاته سادات، روستایی است از توابع بخش بهاران شهرستان گرگان در استان گلستان ایران.

## جمعیت
این روستا در دهستان استرآباد شمالی قرار داشته و براساس سرشماری سال ۱۳۸۵جمعیت آن ۸۱۹ نفر (۲۰۰ خانوار) بوده‌است.